# St. Johannes der Täufer (Oberthulba)

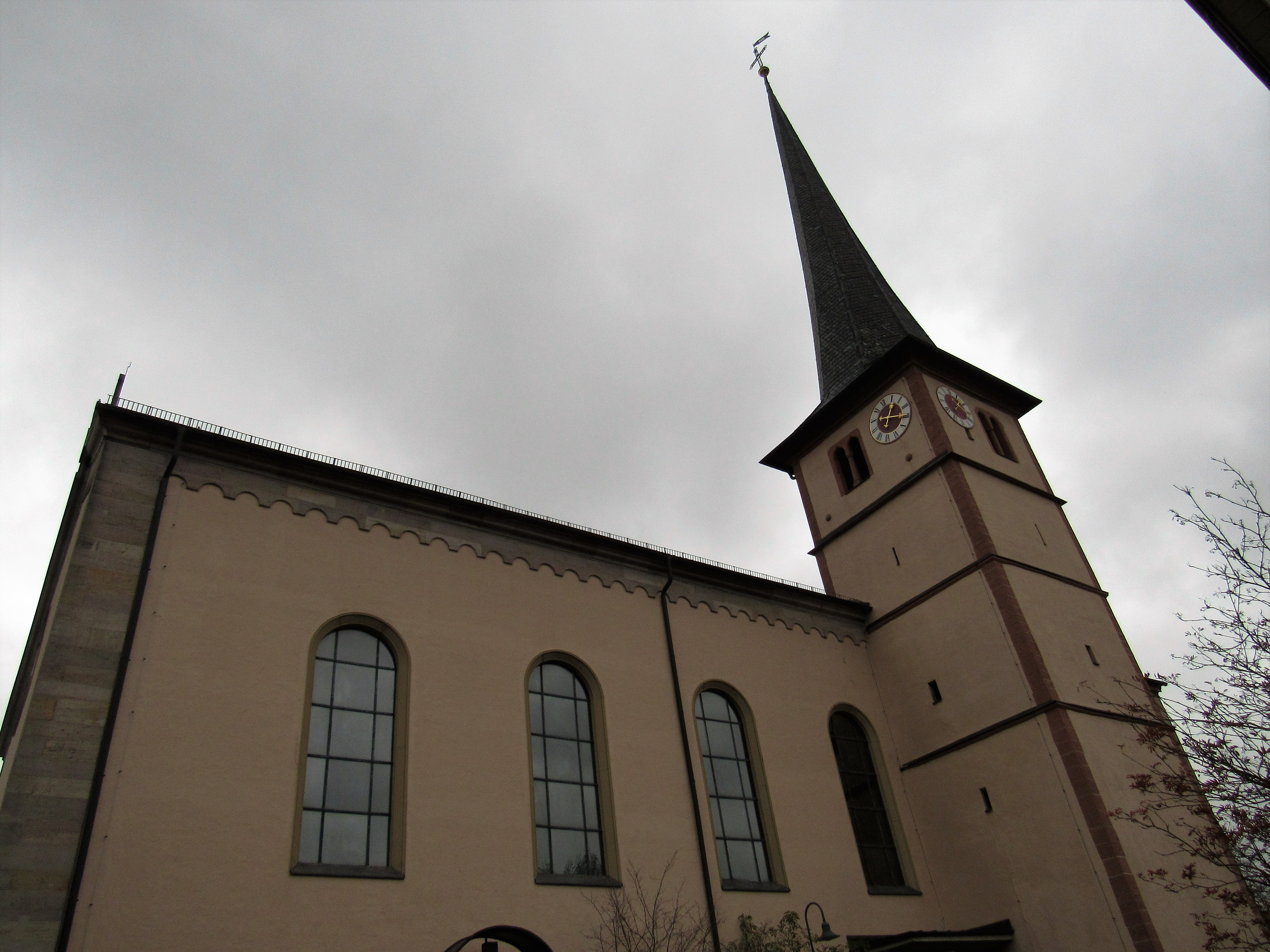
Die Kirche von Oberthulba

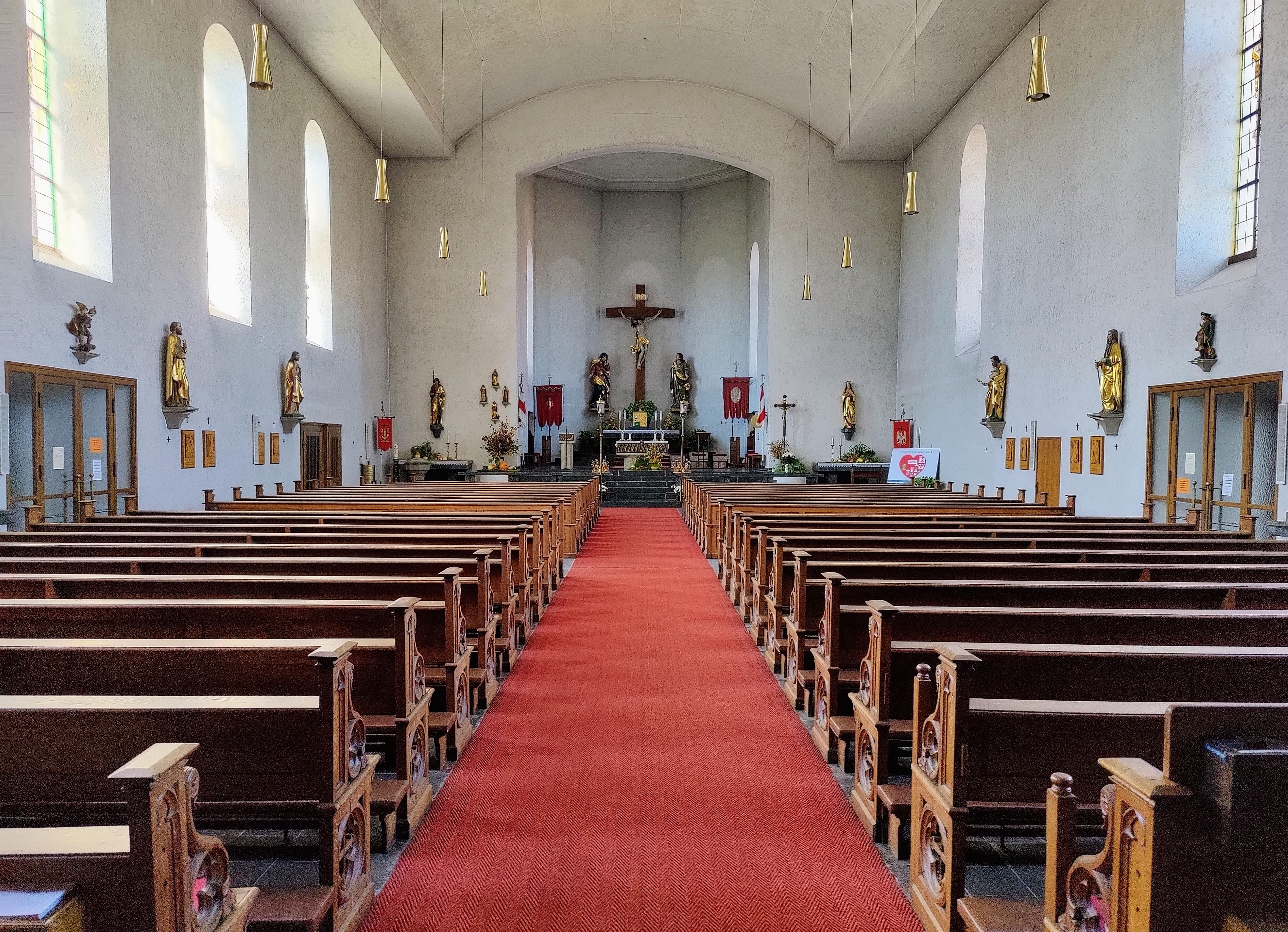
Innenraum (2022)

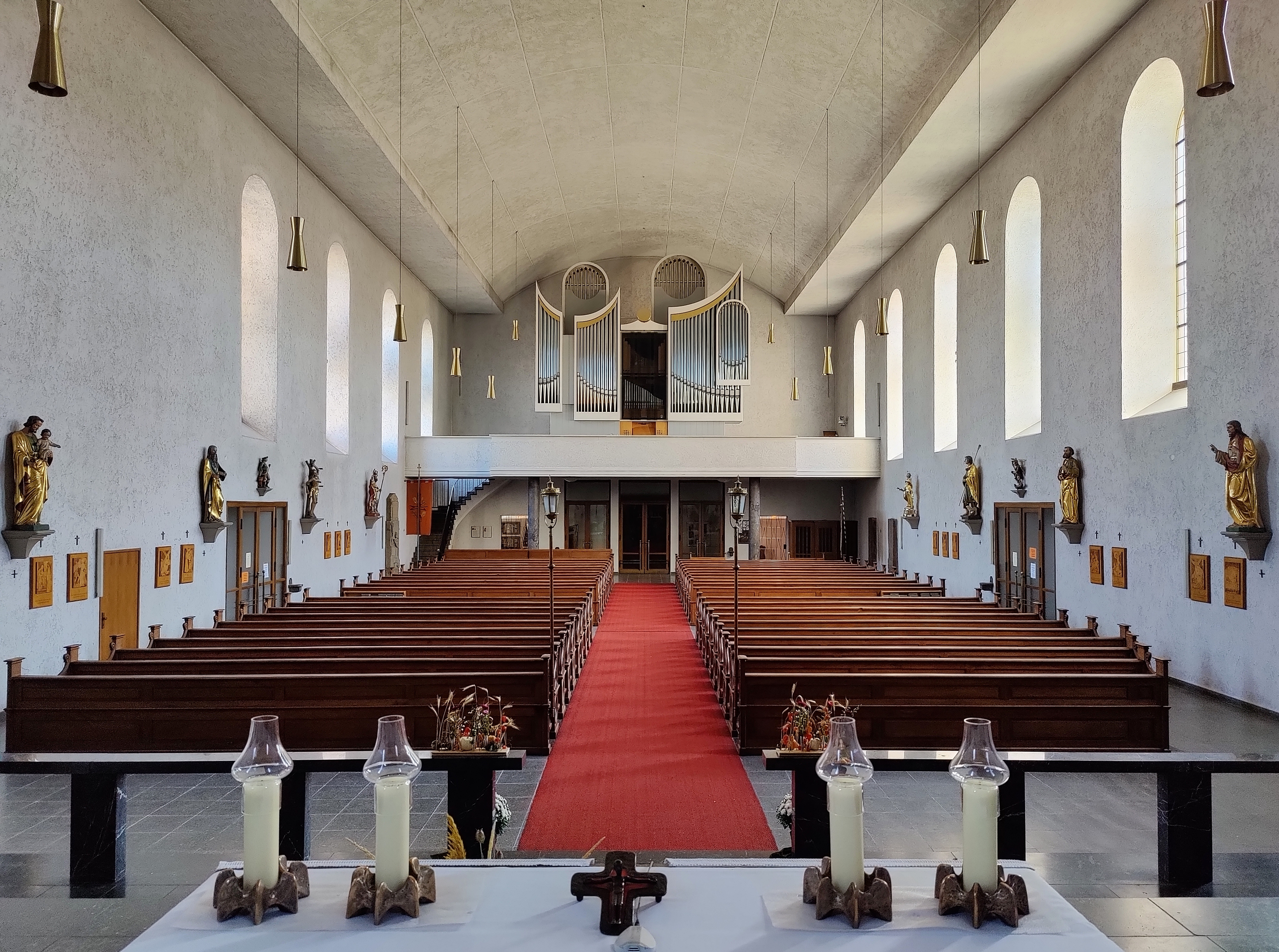
Innenraum, Blick zur Orgel

Die Pfarrkirche St. Johannes der Täufer ist eine römisch-katholische Kirche in Oberthulba, einem Markt im unterfränkischen Landkreis Bad Kissingen.
Die Kirche gehört zu den Baudenkmälern von Oberthulba und ist zusammen mit dem Sandsteinkreuz von 1736 vor der Kirche unter der Nummer D-6-72-139-5 in der Bayerischen Denkmalliste registriert.

## Geschichte
Oberthulba gehörte ursprünglich zur Pfarrei Euerdorf und wurde 1571 eigenständige Pfarrei. Die Kirche wurde ab 1854 an Stelle eines Vorgängerbaues errichtet. Der Kirchturm entstand im Jahr 1464 und erhielt 1608 seine Obergeschosse im nachgotischen Stil Julius Echters. Im Jahr 1953 gestaltete der Architekt Erwin van Aaken das Innere der Kirche um. Der dadurch sehr nüchtern gewordene Innenraum wurde in den 1980er Jahren wieder etwas aufgewertet.

## Beschreibung und Ausstattung
Das große Langhaus mit Chor ist nördlich vom viergeschossigen Kirchturm errichtet. Der Chor besitzt eine Kreuzigungsgruppe. An der südlichen Wand wurden große Figuren der Heiligen Josef, Paulus (?), Sebastian und Bonifatius angebracht, gegenüber Jesus und die Heiligen Petrus, Wendelin (?) und Maria. Weitere Figuren unterschiedlicher Größe erkennt man an den Seitenaltären (unter anderem rechts wieder die Heilige Maria) und über den Seitentüren (unter anderem links der Heilige Georg). Die Kirche enthält auch drei Priestergrabmäler, an der nördlichen Wand von Johann Ägidius Röttinger; † 1793, und Christoph Büttner; † 1811. Das dritte Grabmal an der südlichen Wand bezieht sich möglicherweise auf Christoph Heck; † 1692. In den kleinen Kapellen hinten an der Nord- und Südseite befinden sich eine Pietà und eine Sammlung von Reliquien.

## Orgel
Die Orgel mit 37 Registern wurde im Jahr 2002 von der Firma Hey in Urspringen eingebaut. Es ist eine Schleifladenorgel mit mechanischer Spieltraktur und elektrischer Registertraktur.

## Geläut
Das Geläut enthält drei sehr alte Glocken. Durch die Neuanschaffung einer Glocke, die wohl den Namen des Kirchenpatrons trägt, wurde es auf vier Glocken erweitert. Anhand von Tabellen (Schätzwerte) ist zu vermuten, dass es sich um ein „Parsifal-Motiv“ handelt.
| Nr. | Schlagton | Durchm. | Höhe  | Gewicht    | Gussjahr | Inschrift                                     |
| --- | --------- | ------- | ----- | ---------- | -------- | --------------------------------------------- |
| 1   | fis′      | k. A.   | k. A. | ca. 750 kg | 1984     | keine Angabe                                  |
| 2   | a′        | 93 cm   | 95 cm | k. A.      | 1486     | Virga de radice Jesse egredietur.             |
| 3   | h′        | 84 cm   | 85 cm | k. A.      | 1486     | Defunctos plango, vivos voco, fulgura frango. |
| 4   | d″        | 63 cm   | 60 cm | 195 kg     | 1611     | Ave Maria gratia plena dominus.               |